# Palacio de los Condes de Buendía (Dueñas)
El palacio de los condes de Buendía se encuentra en un alarmante estado de ruina en la localidad palentina de Dueñas, cuyo casco urbano fue declarado Conjunto Histórico-Artístico en 1967, contando actualmente este inmueble con una protección estructural. Esta distinción supone la protección de su aspecto externo, en su volumen total -sus fachadas y cubiertas-, el ritmo y proporción de huecos y elementos de fachada, la altura de cornisa, las cubiertas, la distribución general tipológica estructural, disposición de accesos, núcleos verticales y sistema estructural básico. 
En concreto, ocupa una gran manzana que se extiende a lo largo de toda la Plaza del Mercado (actual Plaza de España) y baja hacia el paseo de la Barbacana dando fachada a la calle y plaza de las Tercias (de Isabel la Católica), donde tenía su entrada principal, dando acceso al patio de Armas. En total suponen 4842 m², de los cuales 4409 son construidos.
En los siglos XV y XVI fue la residencia principal de una de las ramas del linaje Acuña, los condes de Buendía, quienes convirtieron Dueñas en la cabeza de sus estados señoriales desde su adquisición por merced de Juan II en 1439, iniciando su construcción de forma inmediata. Tras el agotamiento dinástico del linaje a finales del siglo XVI, el señorío pasó por enlaces matrimoniales primero a los Padilla, condes de Santa Gadea y adelantados mayores de Castilla, posteriormente a los Sandoval y Rojas, duques de Lerma y Úceda y, finalmente, en el siglo XVII, a los duques de Medinaceli. 
El 31 de marzo de 1855, a raíz de las medidas desamortizadoras de Madoz (1855) y la abolición de los mayorazgos en 1836 (y, definitivamente, en 1841), la casa ducal acabó vendiendo la propiedad del inmueble a la familia local de los Cuadros por 55 mil reales en la persona de Tomás de Cuadros, siendo habitado por distintas familias que lo tuvieron arrendado hasta la década de los 80 del siglo XX. Declarado en estado de ruina en 1998, en 2002 fue adquirido a los múltiples herederos de esta familia por el presidente del Grupo Siro, Juan Manuel González Serna. Sin embargo, tras el fracaso de los supuestos proyectos urbanísticos, finalmente fue adquirido por el ayuntamiento de Dueñas en octubre de 2019.

## Historia y descripción

### Origen y construcción
En 1439, Juan II otorgó a Pedro Vázquez de Acuña el señorío sobre la villa de Dueñas, quienes la convirtieron en la cabeza de sus estados señoriales debido a su estratégica ubicación en pleno camino real de Burgos, muy próxima a las ciudades de Palencia y Valladolid. Tras su adquisición, los nuevos señores determinaron que la primitiva fortaleza de Dueñas se encontraba alejada del núcleo urbano y respondía a una función exclusivamente militar debido a su origen defensivo durante la Reconquista en el siglo IX d. C., por lo que no se ajustaba a las necesidades de una residencia señorial. Esta situación hacía necesario que los Acuña exteriorizasen su dominio sobre la población por medio de un edificio que no sólo iba a ser residencia del señor, sino de gran parte de la familia y, especialmente, de los ilustres visitantes a los que había de alojar. Fue sede, por tanto, de importantes acontecimientos históricos no sólo a escala local o regional sino también nacional debido al protagonismo que alcanzó esta familia en los conflictos del Reino de Castilla, sobre todo en el reinado de los Reyes Católicos.
Su construcción se inició hacia 1440, el mismo año en el que Pedro Vázquez de Acuña tomó posesión del señorío de Dueñas. Se enclava en un solar ocupado anteriormente por una serie de edificios antiguos, entre ellos parte de lo que fuera el antiguo palacio de María de Molina y algunos otros. El conjunto de la edificación en su base era de piedra y luego de mampostería y adobe con entramados de madera, llegando a contar con tres alturas en torno al patio de armas. No obstante, en el palacio hay dos zonas diferenciadas: la original, de fines del siglo XV y principios de la Edad Moderna, articulándose en torno al patio de armas; y las reformas y adicciones posteriores, ya que es un inmueble que fue sometido a numerosas transformaciones y modificaciones a lo largo de los siglos, aunque conservando importantes vestigios de su origen tardomedieval. 

#### El Patio de Armas (sigloXV)
La parte más significativa del inmueble primitivo es el patio de armas. A este núcleo –afectado ya en 1470 por un incendio- se accede por la fachada de las tercias, a través de un vano de sillería con arco carpanel. Dicho patio de armas tiene forma cuadrada, acaso cerrado en los cuatro lados, aunque actualmente tan sólo se conservan dos ejes, la crujía norte, en perfecto estado, y la este, cegada. La crujía sur se encuentra completamente arruinada y la oeste corresponde a la fachada principal, no conservándose hoy en día vestigios de un antigua galería porticada.

##### Crujía norte
Ambos tramos de las galerías porticadas -el norte y este- están formados por seis pilares ochavados, de buena talla y gran esbeltez, que descansan sobre basas cuadradas y rematan en sencillos capiteles con amplias zapatas de madera -conservadas únicamente en el pórtico norte- con forma aquillada, esto es de proa de navío doble. Se trata de un elemento muy característico de las construcciones palaciegas del siglo XV, con la particularidad de que se tallaron dos proas en cada lado. Aún permanecen los restos de labores agramiladas y sencillas molduras que formaban casetones entre una zapata y otra. Sobre las correspondientes vigas se conserva un alfarje que cubre todo el espacio interior del pórtico norte. Se trata de una pieza bastante sencilla, formada por una larga serie de pares con el papo inferior agramilado y cintas que sostienen la tablazón superior. Seguramente estuvo pintado completamente y aún pueden percibirse en muchas de las tabicas fragmentos de jugosas cardinas góticas en tonos rojizos y grisáceos, todas extraídas de una misma plantilla. Lavado señaló que este alfarje repite modelos renacentistas de comienzos del siglo XVI. 
El cuerpo bajo de la crujía norte fue reformado seguramente en el siglo XIX para su utilización como cochera y establo, por lo que la estructura de madera que sirve de techo no es la original. En este espacio, además, se conservan en uno de sus muros restos de pinturas y grafitis. Gracias al tipo de letra y —algo menos— al resto de los dibujos, podemos establecer una temprana cronología entre los siglos XV y XVI. Junto a este espacio nos encontramos una estancia transformada en lagar, con un pilo construido en ladrillo que profundiza algo en el subsuelo. Este lagar estaría vinculado a la bodega, que también se conserva pero parece ser posterior. Dicha bodega consta de dos naves en forma de L, construida en cantería con arcos fajones de escaso resalte, conservándose algunas barricas en su interior. 
Por su parte, el primer cuerpo de este ala norte está dividido en dos espacios, una gran sala de 14,80 x 6,25 aprox. y otra más reducida de 6,36 x 6,37 aprox. Ambas se encuentran cubiertas por dos sencillos alfarjes de gruesas vigas a modo de jaldetas (en distinta orientación en cada uno de los sectores) y cintas planas, sin canes ni otro elemento ornamental. No obstante, se observa que contaban con una rica decoración pintada de hojarasca gótica y motivos geométricos que tenía la particularidad de estar ejecutada sobre papel, en vez de tallada sobre la propia madera. Se trata de un hecho verdaderamente extraordinario en este tipo de armaduras y no existen prácticamente otros ejemplos semejantes con las mismas características, a excepción del Palau Aguilar de Barcelona. Calentaban el espacio dos hogares: uno en el muro noroeste de grandes proporciones, originalmente rectangular y de arco adintelado, roto posteriormente para ampliarlo; y otro en el muro norte de tamaño más reducido y flanqueado por pilastras cajonadas de tipo clasicista (siglo XVII seguramente) 
Contigua a este espacio de la crujía norte, aparece otra sala que cuenta también con un rico alfarje que llevó a Lavado Paradinas a identificarla con la famosa Sala Dorada o Sala del Trono, denominada así por José María Quadrado en 1861: “todavía conserva la gran sala pintado el techo de casetones, aunque sin el brillo y la riqueza que le hizo dar el epíteto de dorada”, que refleja la riqueza que debió gozar la principal mansión de estos condes. En este caso el alfarje se encuentra decorado a casetones cuadrados en medio de los cuales se dibuja un círculo con formas ovales y decoración muy menuda en colores ocres, negro y rojizo.
También hacia el norte, hacia la antigua plaza del Mercado, se extienden otras dependencias articuladas en torno a un patio mucho más pequeño que estructura la esquina noroeste. Es este espacio el que más reformas sufrió posteriormente, pues seguramente se trate de una adicción o ampliación posterior (aunque temprana, quizás ya en el siglo XVI) del núcleo original del palacio. Y, así, la fachada abierta a la plaza seguramente responde a una reforma de mediados del siglo XVI -al tiempo que la galería renacentista promovida por el V conde de Buendía- y cuenta con una sobria disposición clasicista, con dos cuerpos animados únicamente por la rítmica composición de los vanos, modificada profundamente también en el siglo XIX. En esta fachada se abre también una galería cubierta formada por dos vanos de medio punto desde donde la familia podía participar tanto en las distintas festividades como en el control del mercado y del resto de las actividades urbanas. Sorprendentemente, no obstante, no se conserva en la actualidad ningún resto heráldico en los restos conservados del palacio.

##### Crujía este (galería mudéjar)
Como ya hemos indicado, el pórtico de la crujía este del patio de armas se encuentra cegado por reformas posteriores, por lo que las columnas ochavadas se encuentran embebidas en el muro. Pese a ello, en el tejado de esta crujía se aprecia un sistema constructivo semejante al existente en las galerías altas del patio de armas y un mismo tipo y disposición de canes aquillados, que se corresponde a la fecha de construcción del resto del bloque, es decir, del último tercio del siglo XV. 
Asimismo, en el interior se conservan también alfarjes en los que se observan restos de policromía y cubren por completo la segunda planta, dividida en dos salas que a buen seguro sirvieron de habitaciones. De nuevo una larga serie de pares agramilados pintados con tonos marrones y rojizos sostiene una estructura de cinta y saetino. La cuidada tablazón se pintó alternando dos motivos aplantillados: el primero —bastante inusual— muestra dos filacterias con un nudo cuadrado al centro donde aparecen los anagramas de Jesús y María con letras góticas (IHS/ MRA) sobre un fondo azulado y rojizo en el que quedan resto de unas flores triples que se han perdido por un problema de fijación del pigmento. La segunda es una claraboya gótica sobre campo oscuro y perfilados sus contornos con líneas rojizas. Las cintas se pintaron con temple rojo y hojas carnosas retorcidas helicoidalmente en tonos azules y blancos. Los saetinos se decoraron con una serie de triángulos blancos y negros (o puntas de flecha) muy comunes en los artesonados hasta fechas tardías. Las tabicas repiten el mismo modelo aplantillado de alcachofas y cardinas que vimos en las del pórtico norte. Aquí mejor conservadas, van alternando de forma armónica los tonos rojizos y azulados en el fondo o en el interior de los follajes. Por último, en las vigas que sirven de estribo aparecen de nuevo grandes ramas de hojas espinosas, tan comunes entre la segunda mitad del siglo XV y comienzos del XVI.

#### La Galería renacentista (sigloXVI)
Por lo que respecta a la parte colindante al convento de San Agustín, actual casa del párroco, y la fachada que da a la plaza de España (antigua plaza del Mercado) fue empezada a construir por Fadrique de Acuña, V conde de Buendía, hacia 1558, pues en su codicilo dejaba esta nueva vivienda a su tercera mujer, Luisa de Garabito, cuando enviudara. En ese momento, se estaba construyendo también la nueva capilla mayor del convento agustino, con la que comunicaba a través de una tribuna, con ventana y reja al altar mayor, pues dice que deja "las casas que yo he labrado y al presente labro en la mi villa de Dueñas, junto a la capilla maior nueva que se hace del monasterio de Sant Agustín". Al no pertenecer a los bienes del mayorazgo, el VI conde de Buendía, dejó estos bienes libres a su hijo natural, Juan de Acuña, marqués de Vallecerrato, emparentados posteriormente con los duques del Parque, dueños de esta parte del palacio en el siglo XVIII, mientras que los herederos del condado de Buendía, los duques de Medinaceli, serían dueños del núcleo primitivo del palacio. 
Este espacio acabó convirtiéndose en una especie de galería, como así se denomina en la documentación, pieza larga y espaciosa, con muchas ventanas, o sostenida por columnas o pilares, que se utiliza para comunicar otras áreas del edificio y para pasear y exhibir obras de arte. En esta galería se encontraría también la estancia (denominada tribuna) que comunicaba con la reja abierta en la capilla mayor del convento de San Agustín, por lo que contaba con comunicación directa al presbiterio, mediante ventana y reja, desde donde la familia escuchaba las misas y oficios, aunque la descripción del enlace entre Fernando y Germana de Foix en 1506 por Zurita revela que el palacio tenía completa autonomía respecto al culto divino: “en la sala del palacio ante el altar, a donde se celebraban los oficios divinos, después de haberse celebrado la misa” . Ambos edificios están, por tanto, vinculados históricamente, pues los Acuña consiguieron el patronazgo sobre la capilla mayor de este convento, convirtiéndose en el centro del poder tanto político, representado por el palacio, como religioso, representado por el convento, de esta familia. Las reformas que se acometieron en la iglesia a finales del siglo XVI y principios del XVII, que dieron lugar a su fisionomía actual, fueron promovidas por el hijo natural del VI conde de Buendía, Juan de Acuña, I marqués de Vallecerrato (1543-1615), por lo que su escudo y el de su mujer adornan la fachada. 

#### Construcciones secundarias
Por último, se comunicaba con otros edificios de servidumbre por dos pasadizos voladizos de los que se conserva sólo parte de uno, conocido popularmente como la “Puentecilla”. Junto a los espacios habitables, organizados en torno a un patio, el palacio proyectaba hacia construcciones secundarias la actividad económica inherente a un conjunto notable de personas y usos. Además de caballerizas, existe constancia documental de otros servicios como una fragua propia e incluso, ya en época posterior, un cercado en el que se criaban venados. Asimismo, en la parte posterior del palacio, colindante a San Agustín, existe un espacio que pudo ser utilizado como huerta y jardín y que contaría también con edificios secundarios destinados a distintas finalidades (graneros, caballerizas, etc.)

### Artesonados y otros elementos decorativos
Tras el incendio de finales del siglo XV y debido a las nuevas necesidades de la nobleza se acometería en la primera mitad del siglo XVI una importante reforma de la cual, tal y como señala Pedro Lavado Paradinas, sí se habían conservado importantes vestigios como artesonados, puertas, contraventanas y otros elementos que eran, precisamente, los que otorgaban el valor a estos palacios de transición del Gótico al Renacimiento, cuyo esplendor se desplegaba en sus salones interiores a través de la riqueza y suntuosidad de estos elementos decorativos.
Las únicas descripciones de estos artesonados, cuya suerte o paradero actual se desconoce, se las debemos al profesor Lavado Paradinas, quien estudió en los años 70 el arte mudéjar de la Tierra de Campos para su tesis doctoral. Cabe destacar sobre todo el extraordinario artesonado de la llamada Sala Dorada, decorado a casetones cuadrados en medio de los cuales se dibuja un círculo con formas ovales a la manera de piedras preciosas engastadas y líneas curvas que forman ovoides y cuerdas de circunferencias y cuya decoración se servía de colores ocres, negros y rojizos. En el centro de este artesonado seguramente debía existir un escudo de armas, desaparecido, así como en los extremos debía aparecer el lema de la familia, conservándose únicamente el epígrafe “E MIO”.
Otras salas nobles contaban también con ricos artesonados cuya temática decorativa y la técnica observada en la decoración se basa en casetones rectangulares y maderas forradas con piel fina, policromada y dorada, es decir, con cuero repujado y policromado. en realidad, observaciones más recientes han permitido observar que se trata de papel pintado, aunque no quedan más que pequeños jirones de papel pues las cubiertas han sido completamente arañadas con azuelas u otro objeto similar, seguramente dado su mal estado, por un cambio de gusto o por contener elementos heráldicos que quedaron obsoletos. Entre la decoración conservada predominan los motivos vegetales o de “uña de buey”, alternándose algunas con cartelas anudadas en el centro en el que se leen los anagramas “Ma” y “JSH” tan corrientes en la decoración del gótico final y que corresponden a las abreviaturas de María y Jesús.
Por último, destacar la profusión de puertas y contraventanas de madera con decoración floral y de plegados en servilleta o de pergamino, destacando una puerta del siglo XVI con el escudo de los condes de Buendía y una cruz.

### Estado de ruina (sigloXX)

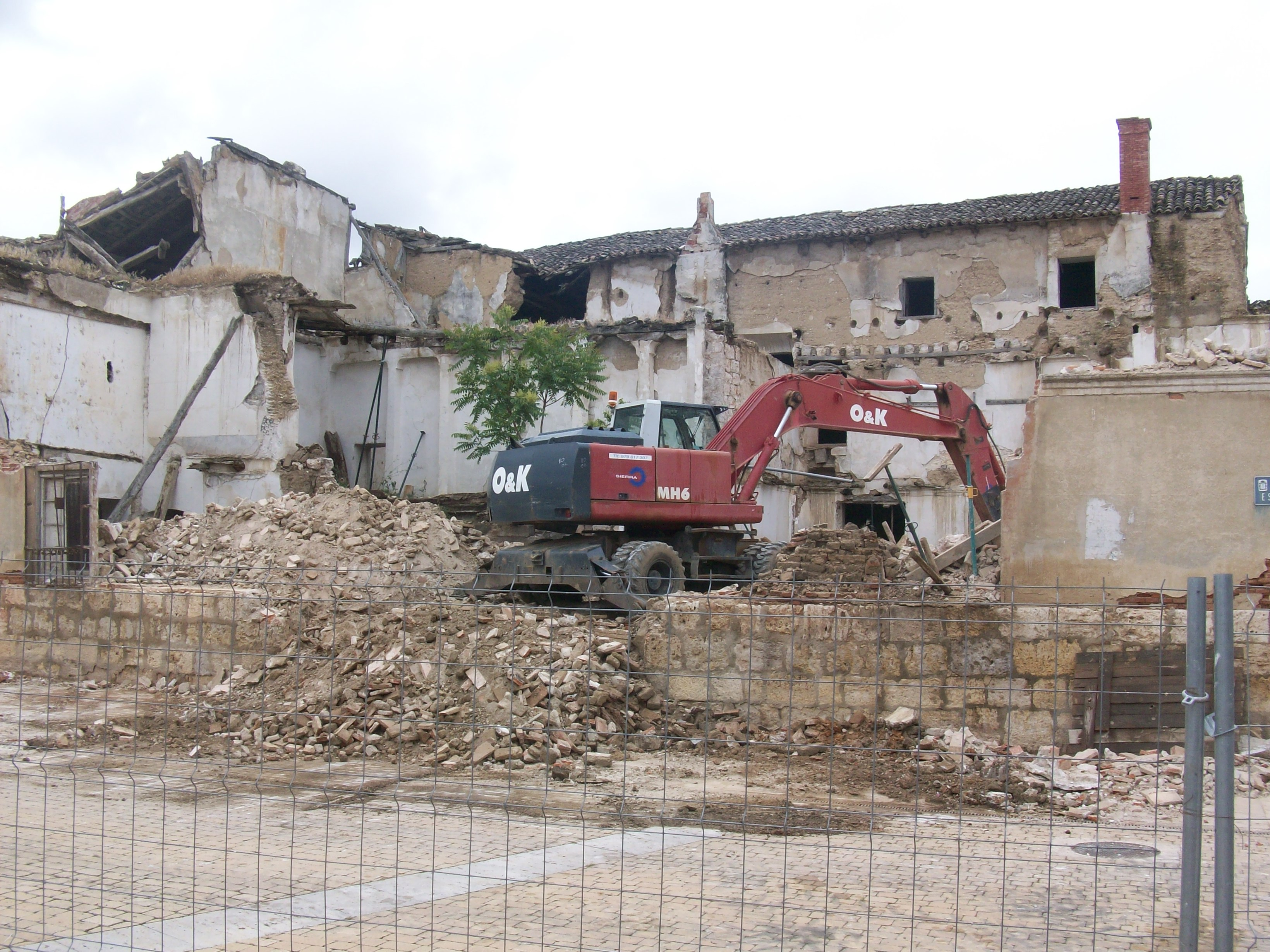
Obras tras el derrumbe de 2011 de la fachada que da a la plaza de España

Todo el edificio muestra que en su construcción hubo prisa y poco gasto, debido a la coyuntura en la que se edifica, circunstancias agravadas por el descuido posterior, encontrándose actualmente en un lamentable estado de ruina, habiendo sido incluido en la Lista Roja de Patrimonio en peligro de la Asociación Hispania Nostra.
Por todo ello, en 1998, el Ayuntamiento de Dueñas logró que fuera declarado en estado de ruina. El descuido y dejadez posterior aceleró su deterioro, hundiéndose paulatinamente los tejados y perdiéndose los artesonados interiores. En 2002, a pesar de su compra a los múltiples herederos por el presidente del Grupo Siro, Juan Manuel González Serna, con objeto, en principio, de acometer un proyecto de carácter cultural, rápidamente se abandonó dicho proyecto y su estado se fue deteriorando de forma ostensible. En mayo de 2010 se produce el derrumbe de uno de los balcones de la fachada que da a la plaza de España, iniciándose el desmantelamiento de ésta. Las obras, sin embargo, fueron paralizadas por Patrimonio de la Junta de Castilla y León hasta que, tan sólo un año después, en mayo de 2011, se producía el derrumbe completo de esta fachada, autorizándose ya su derribo y desescombro, procediéndose a su cerramiento con una simple tapia.
En 2012, el Ayuntamiento y su último dueño firmaron un Convenio Urbanístico que pretendía dar utilidad a este inmueble, habiéndose modificado el uso de equipamiento privado a residencial con el objetivo de permitir la construcción de viviendas que habría de respetar la protección estructural que ostenta el inmueble, a cambio de la cesión del Patio de Armas al Ayuntamiento para su uso como un espacio o plaza pública. En 2017, tras agotarse los plazos estipulados en dicho Convenio sin haberse llevado a cabo ninguna intervención, la situación ha revertido a la situación original. En el ínterin, con el paso de los años, el edificio se ha seguido hundiendo irremisiblemente, por lo que en la actualidad prácticamente se ha convertido en un solar. Finalmente, tras el fracaso de los supuestos proyectos urbanísticos, fue adquirido por el Ayuntamiento de Dueñas en octubre de 2019.

## Acontecimientos históricos

### SigloXV: los Reyes Católicos y la construcción del Estado Moderno

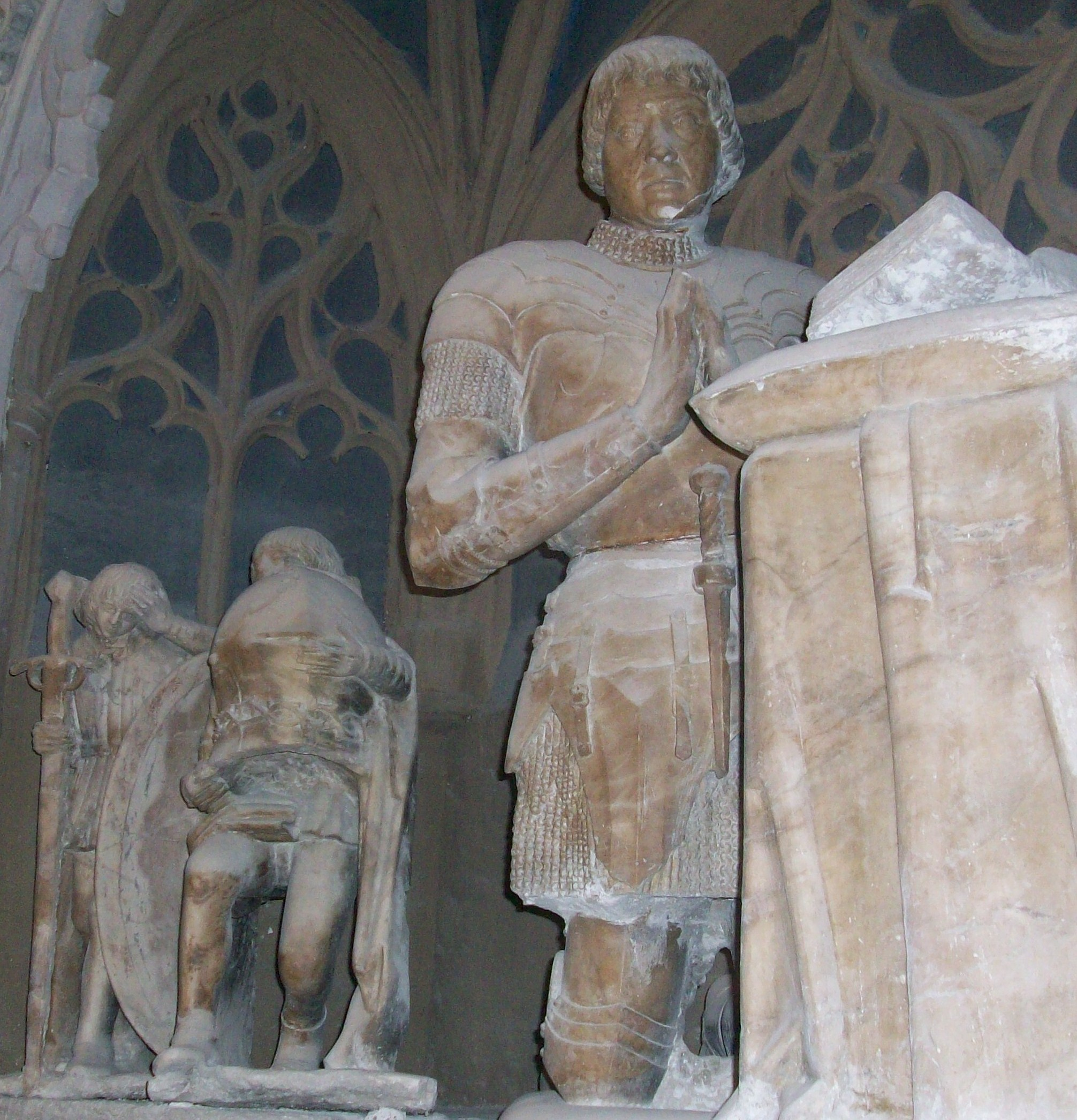
Sepulcro de Pedro de Acuña, I conde de Buendía en 1465

Este palacio, como afirma Caballero Bastardo , “acogió algunas páginas excepcionales de la historia de España y, en cualquier caso, fue residencia, ocasional en algunos momentos y permanente en otros, de reyes, príncipes y alta nobleza”.
Y, así, nada más construirse en 1440, acoge el primer encuentro entre el heredero a la corona de Castilla, el futuro Enrique IV, y su prometida Blanca de Navarra, quien sale a recibirla desde Valladolid, donde tendrá lugar el enlace en septiembre de ese mismo año. No en vano, Pedro Vázquez de Acuña, I conde de Buendía, había participado en las negociaciones de este matrimonio, actuando como embajador de Juan II ante la corte navarra.
En 1464 acoge una reunión de nobles y magnates castellanos que apoyan al infante don Alfonso frente a su hermanastro Enrique IV, entre los que se encuentran los Acuña. Es el arzobispo de Toledo, Alonso Carrillo de Acuña, quien concierta el matrimonio entre Fernando e Isabel, por lo que el palacio va a estar estrechamente vinculado a los momentos próximos a este enlace, llegando algunos autores como Gonzalo de Illescas, nacido en la localidad, a defender que dicho matrimonio se produce en Dueñas y no en Valladolid.
Así, el 9 de octubre de 1469, Fernando de Aragón finalizó en Dueñas su viaje desde Aragón para contraer matrimonio con su prima Isabel I de Castilla, quien le espera en Valladolid, teniendo lugar el enlace en el palacio de los Vivero el 18-19 de octubre de 1469. En mayo de 1470, por mayor seguridad, se retiran de nuevo al palacio de los Acuña en Dueñas, donde tiene lugar el nacimiento de su primogénita, Isabel de Aragón, el 2 de octubre de ese año, hasta que en diciembre se trasladaron a Medina de Rioseco (Valladolid), cabeza de los estados señoriales de los Enríquez, almirantes de Castilla. Fue centro neurálgico, por tanto, de este trascendental enlace matrimonial, que permitiría la unión dinástica de los dos reinos peninsulares más importantes, Castilla y Aragón, germen de la creación de uno de los primeros Estados Modernos de Europa, estableciéndose sus principales bases gracias a las reformas acometidas a lo largo de este importante reinado.

### SigloXVI: residencia de ilustres personajes
En 1502, tras el fallecimiento de los príncipes Juan (1497), Isabel (1498) y Miguel de la Paz (1500), se alojaron en él Juana I y Felipe I en su primer viaje a Castilla, donde acudieron para ser jurados como herederos de la Corona, ceremonia que tuvo lugar en la catedral de Toledo el 22 de mayo. Además, durante la regencia de Fernando, a pesar de la tradicional fidelidad de la villa a su causa, acogió una reunión de nobles que se oponían a la presencia del rey aragonés en Castilla. Pese a ello, tras la muerte de Isabel en 1504, Fernando eligió de nuevo el palacio de su primo Juan de Acuña para celebrar la ceremonia de las velaciones de su matrimonio con Germana de Foix el 22 de marzo de 1506, con quien se había casado por poderes a raíz del Tratado de Blois.
Proclamado rey de Castilla en 1517, alojó en varias ocasiones al Emperador Carlos V, constatada su presencia en 1520, 1523, 1527, 1539 y, finalmente, en su viaje de retiro a Yuste en 1556. Entre el 26 y el 28 de agosto de 1592, Felipe II pasó por Dueñas camino de Aragón en la llamada "Jornada de Tarazona", tal y como narra el cronista holandés Enrique Cock: 

“Su majestad fue en Dueñas muy bien recibido del conde de Buendía, su sumiller de corps, y le hizo el gasto los tres días en los cuales fue a visitar una abadía, llamada San Isidoro, de la orden de San Benito, que está en la dicha ribera del Pisuerga, un poco más arriba donde el río Carrión entra en él, en lugar bien placentero y comarca de mucha caza y pesca. Dueñas es villa de hasta mil y quinientos vecinos, cabeza del Estado del conde de Buendía. Está asentada en un otero muy alto en la misma ribera occidental del río, donde se descubre mucha tierra río arriba y abajo. Tiene una buena puente de piedra y al lado izquierdo, en un cerro bien alto, una fortaleza. La comarca es de muchos bosques, por lo cual hay infinita caza, y por razón de las riberas, abundancia de pesca. También tiene mucho pan y algunos vinos tintos”.

El asentamiento de la Corte en Madrid en 1561 por Felipe II alejó el centro político de la Meseta Norte y de las ciudades y villas castellanas, donde se había encontrado hasta entonces. La nobleza, por su parte, también se trasladó y asentó en la Corte, cerca del rey, abandonando paulatinamente los palacios de sus villas señoriales. En el caso de Dueñas, además, en 1592 murió sin sucesión legítima el VI conde de Buendía, Juan de Acuña y Acuña, pasando el título por enlaces matrimoniales primero a los Padilla, condes de Santa Gadea y adelantados mayores de Castilla, luego a los Sandoval y Rojas, duques de Lerma y Uceda y, finalmente, en el siglo XVII, a los duques de Medinaceli, que actualmente mantienen el título, a quienes la familia local de los Cuadros compraron el inmueble en el siglo XIX, en 1855.
Aunque alejados de su señorío, por su posición en pleno camino real de Burgos, será constante el paso de personajes ilustres que se servirán del inmueble para su alojamiento a su paso por la villa y todavía en estos siglos fue protagonista de algunos acontecimientos históricos: en él se alojó Felipe III junto a su mujer y sus hijos en 1602 y 1603, cuando la Corte se volvió a establecer en Valladolid, en 1621 el duque de Uceda ordenaba que se recibiera al príncipe de Gales, Carlos de Inglaterra, en su viaje de vuelta a Inglaterra tras el fracaso de sus negociaciones para su matrimonio con la hija de Felipe IV, quien también llegó a pasar por la localidad en 1660 a su regreso de la firma de la llamada Paz de los Pirineos. En 1664, el IX duque de Medina Sidonia fue desterrado de la Corte por su participación en el levantamiento de Andalucía en 1641, por lo que, para su exilio, alquiló al adelantado mayor de Castilla sus casas de Dueñas, donde muere a los pocos días de llegar, el 4 de noviembre de 1664. En los siglos XVIII y XIX, la localidad fue todavía testigo del tránsito de importantes figuras, aunque de forma más puntual, como ocurre con la reina María Luisa Gabriela de Saboya en 1706, los reyes de Etruria en 1801, el infante Carlos María Isidro en 1808, José I Bonaparte en 1811 y 1813, el príncipe Maximiliano de Sajonia, suegro de Fernando VII, quien también pasó por la localidad junto a su mujer María Josefa Amalia de Sajonia en 1828. 
Abandonado por sus señores, se convertirá en la residencia de los alcaldes mayores o corregidores, máxima autoridad del concejo municipal, nombrados directamente por los señores, hasta que en el siglo XIX fue vendido por los duques de Medinaceli. Adquirido por la familia local de los Cuadros, sufrió importantes reformas para adaptarlo a usos residenciales a través de su compartimentación interna y apertura de nuevos vanos (puertas, ventanas, chimeneas, etc.). Y, así, hasta la década de los ochenta del siglo XX estuvo arrendado a diferentes familias, en que fue abandonado definitivamente.